# Pinna (genre)
Pour les articles homonymes, voir Pinna.
Genre
Pinna est un genre de mollusques bivalves de la famille des Pinnidae, dont les espèces sont appelées « nacres ».

## Liste des espèces
Selon World Register of Marine Species (25 janvier 2017) :
- Pinna angustana Lamarck, 1819
- Pinna atrata Clessin, 1891

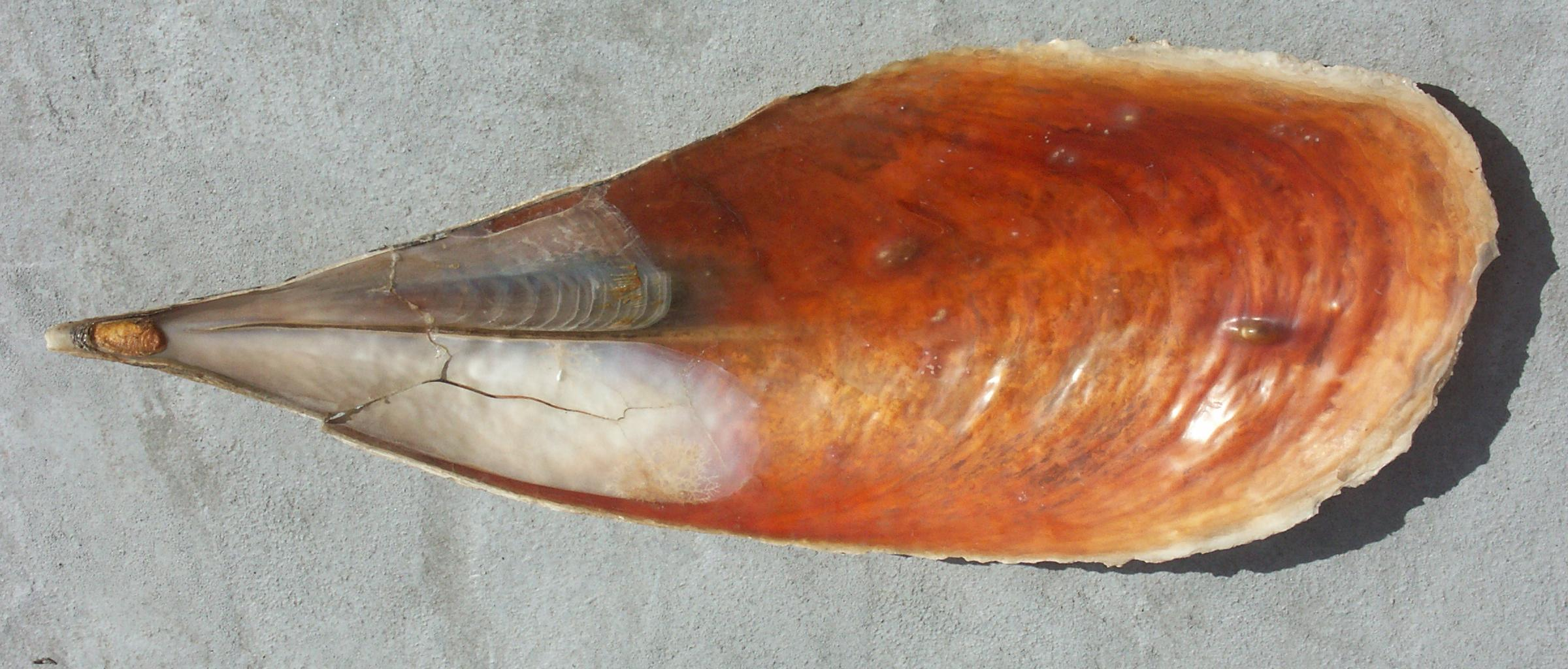
Coquille vide de grande nacre (longueur réelle : 60 cm).

- Pinna atropurpurea G. B. Sowerby I, 1825
- Pinna attenuata Reeve, 1858
- Pinna bichi Thach, 2016
- Pinna bicolor Gmelin, 1791
- Pinna bullata Gmelin, 1791
- Pinna carnea Gmelin, 1791
- Pinna carnea Lightfoot, 1786
- Pinna cellophana Matsukuma & Okutani, 1986
- Pinna deltodes Menke, 1843
- Pinna distans Hutton, 1873 †
- Pinna dolabrata Lamarck, 1819
- Pinna electrina Reeve, 1858
- Pinna epica Jousseaume, 1894
- Pinna exquisita Dall, Bartsch & Rehder, 1938
- Pinna fimbriatula Reeve, 1859
- Pinna incurva Gmelin, 1791
- Pinna inflata Röding, 1798
- Pinna lata Hutton, 1873 †
- Pinna linguafelis (Habe, 1953)
- Pinna lubrica Lightfoot, 1786
- Pinna madida Reeve, 1858
- Pinna marginata Lamarck, 1819
- Pinna menkei Reeve, 1858
- Pinna minax Hanley, 1858
- Pinna muricata Linnaeus, 1758
- Pinna nebulosa Lightfoot, 1786
- Pinna nigricans Lightfoot, 1786
- Pinna nobilis Linnaeus, 1758 -- Grande nacre
- Pinna papyracea Gmelin, 1791
- Pinna plicata Hutton, 1873 †
- Pinna rapanui Araya & Osorio, 2016
- Pinna rollei Clessin, 1891
- Pinna rostellum Hanley, 1858
- Pinna rotundata Linnaeus, 1758
- Pinna rudis Linnaeus, 1758
- Pinna rugosa G. B. Sowerby I, 1835
- Pinna sanguinea Gmelin, 1791
- Pinna sanguinolenta Reeve, 1858
- Pinna squammosa Requien, 1848
- Pinna squamosa Gmelin, 1791
- Pinna squamosissima Philippi, 1849
- Pinna strangei Reeve, 1858
- Pinna striata Röding, 1798
- Pinna stutchburii Reeve, 1859
- Pinna subviridis Reeve, 1858
- Pinna tasmanica Tenison-Woods, 1876
- Pinna tenera Lightfoot, 1786
- Pinna trigonalis Pease, 1861
- Pinna trigonium Dunker, 1852
- Pinna truncata Philippi, 1844
- Pinna tuberculosa G. B. Sowerby I, 1835
- Pinna varicosa Lamarck, 1819
- Pinna vespertina Reeve, 1858
- Pinna vexillum Born, 1778
- Pinna violacea Röding, 1798
- Pinna virgata Menke, 1843
- Pinna vitrea Gmelin, 1791
- Pinna vulgaris Roissy, 1804
- Pinna wayae Schultz & M. Huber, 2013
- Pinna whitechurchi Turton, 1932
- Pinna zebuensis Reeve, 1858
- Pinna zelandica Gray, 1835

## Galerie

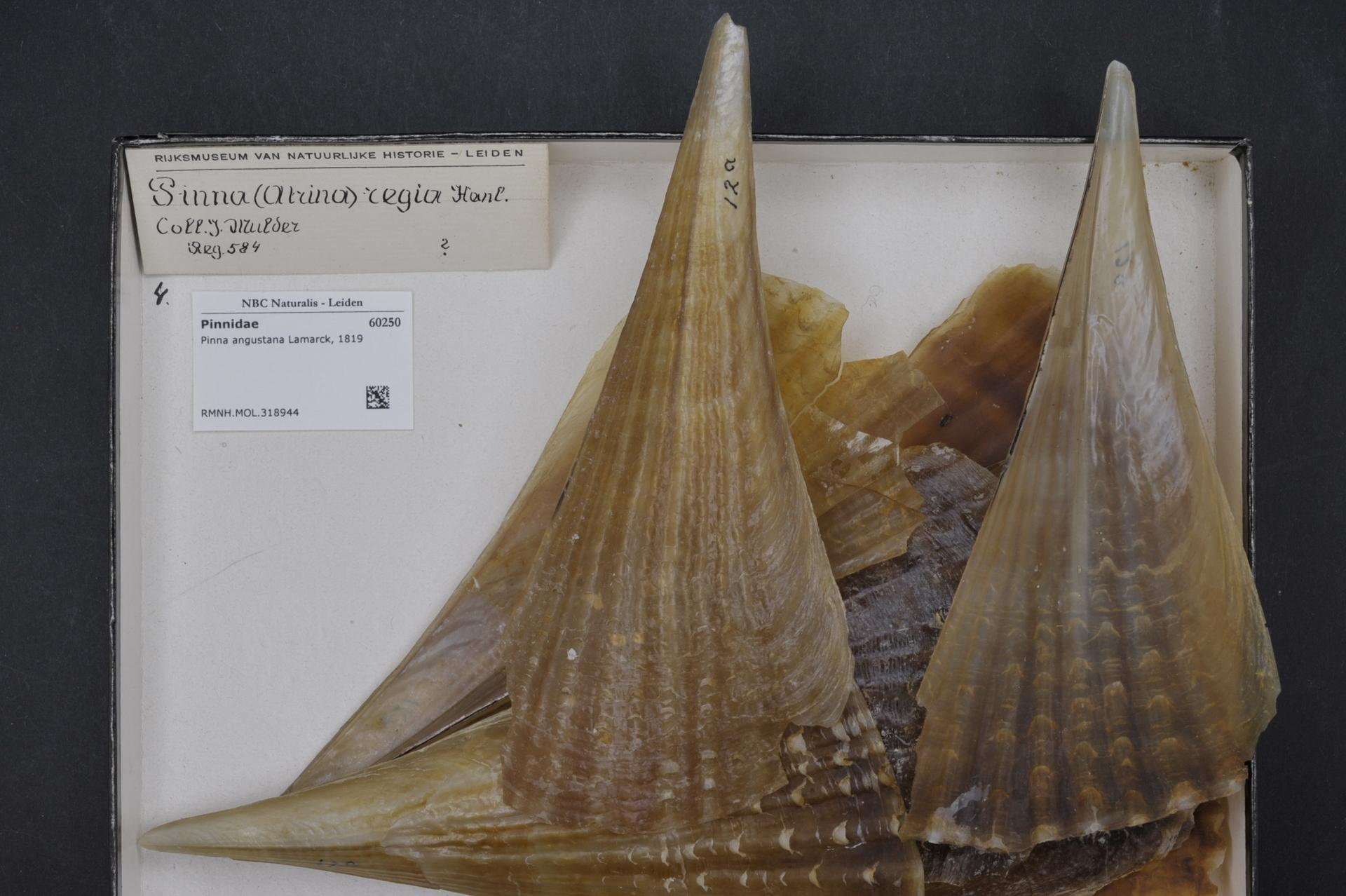
Pinna angustana
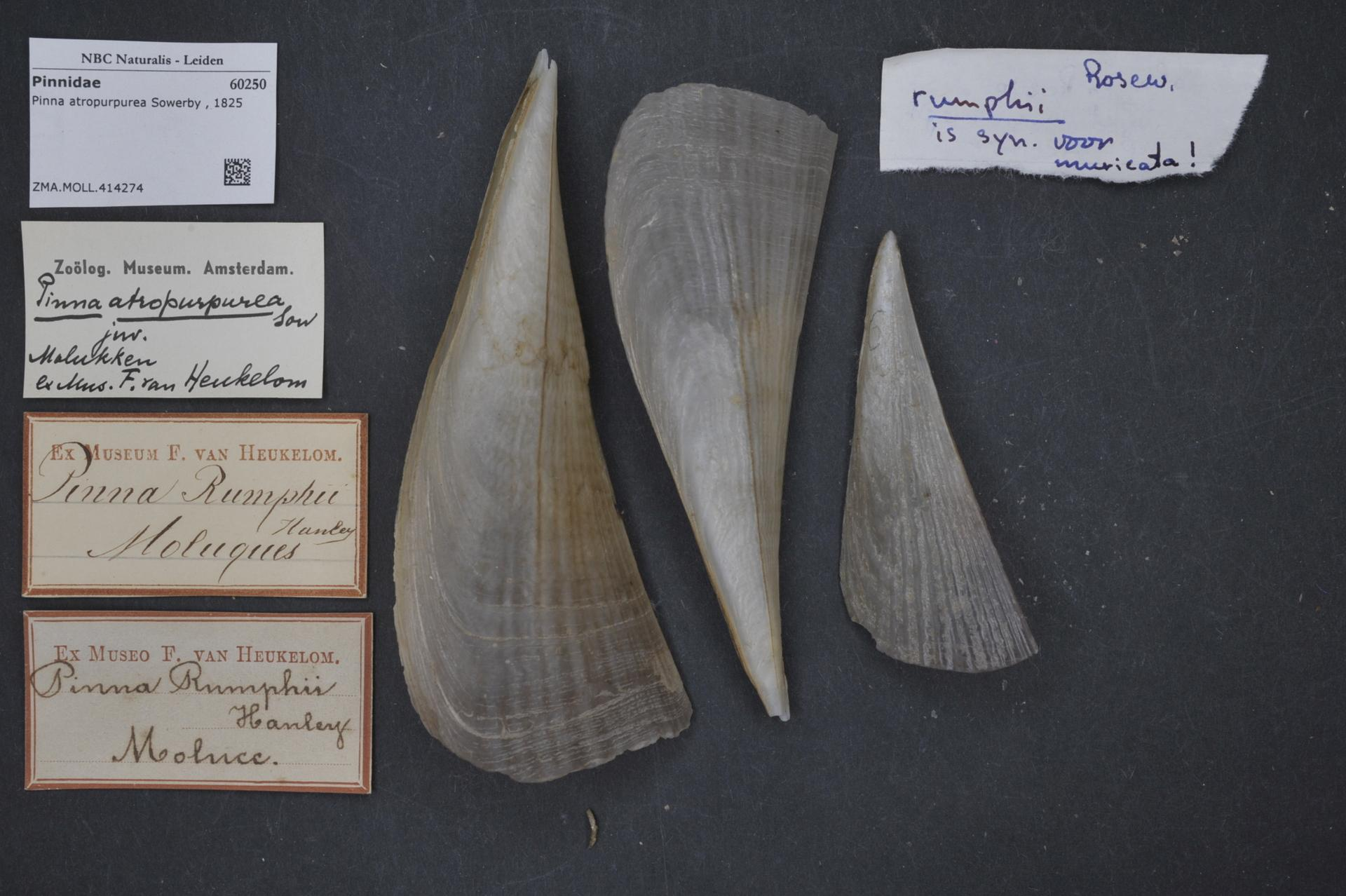
Pinna atropurpurea
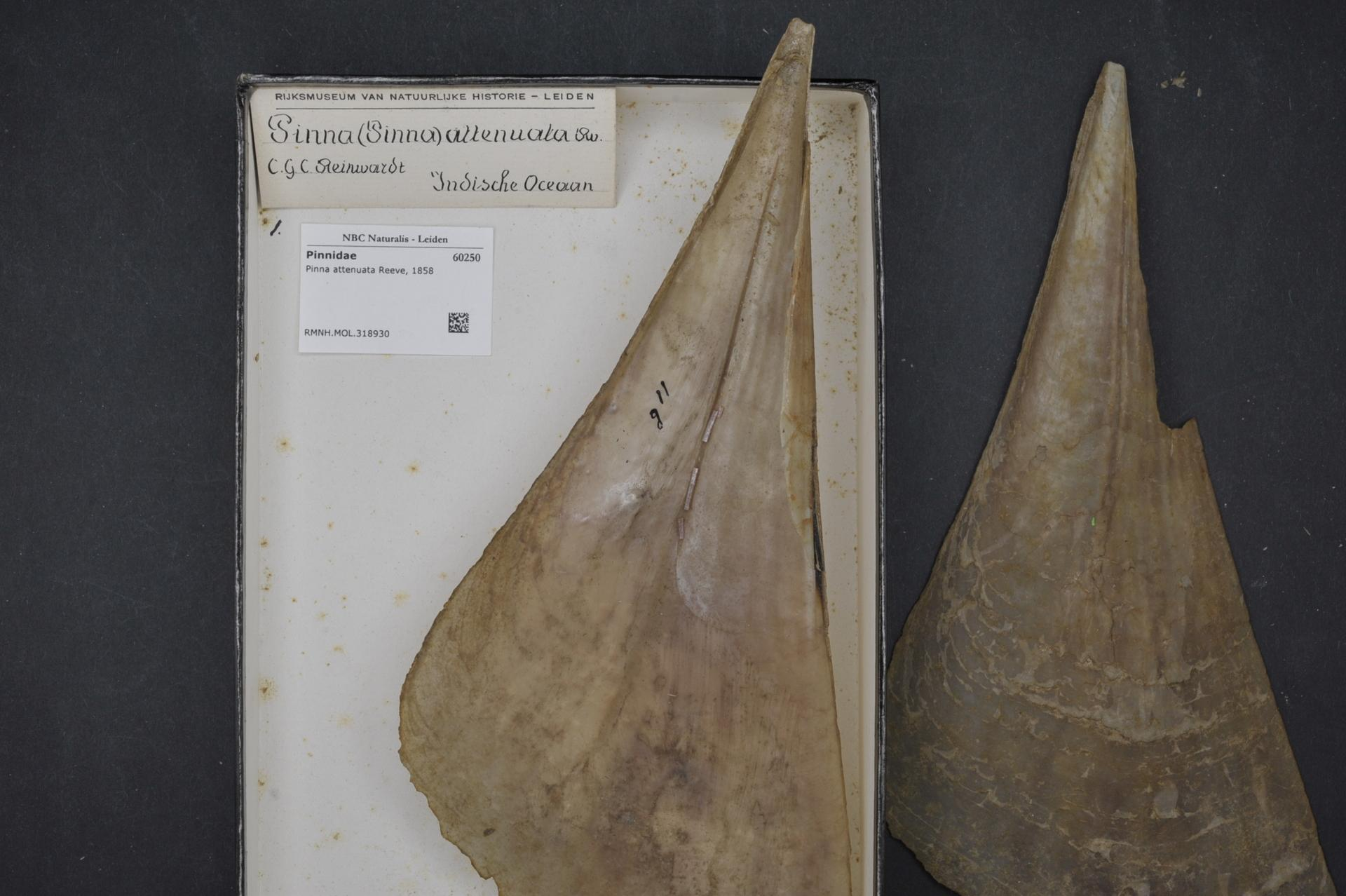
Pinna attenuata
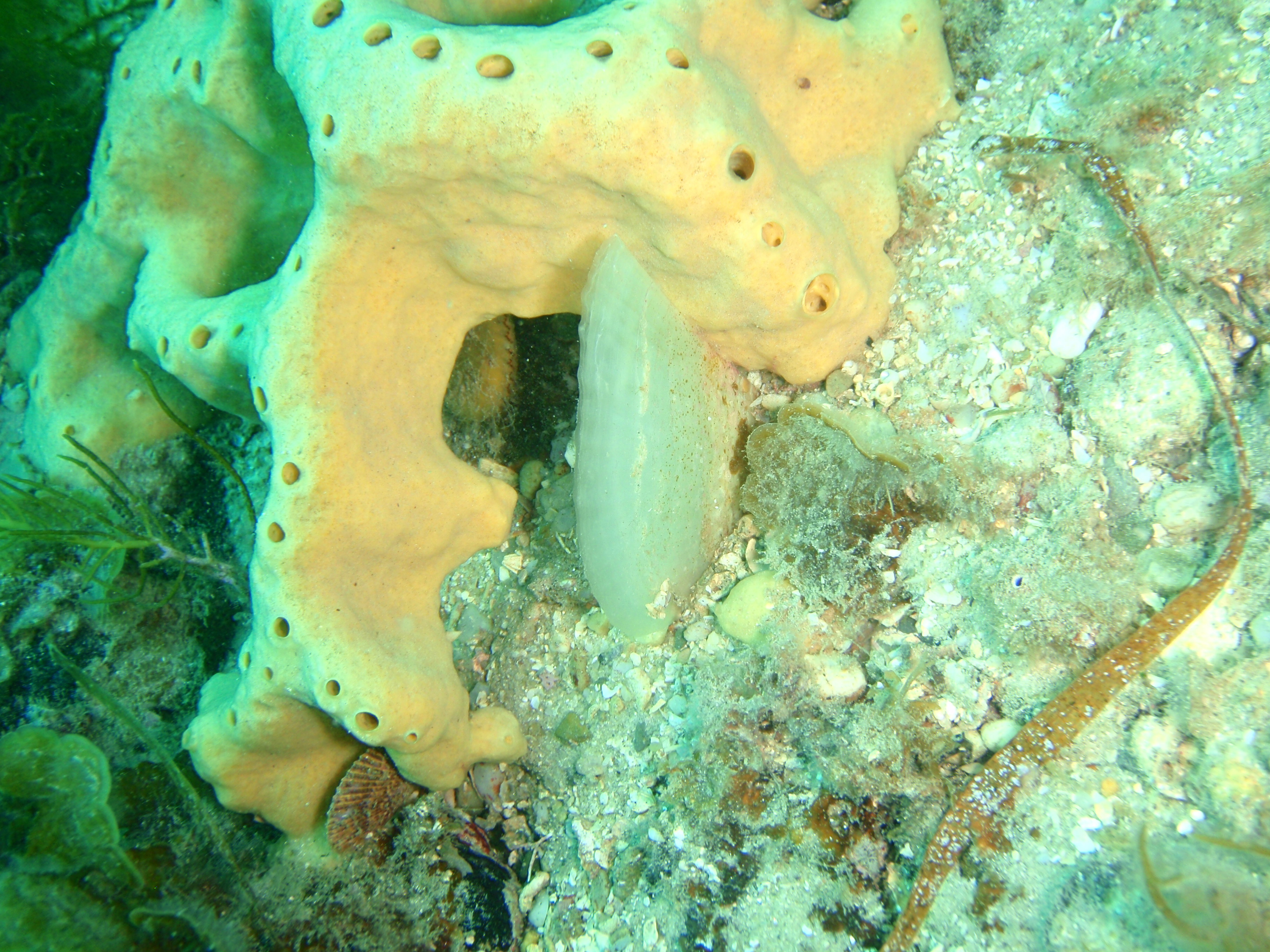
Pinna bicolor
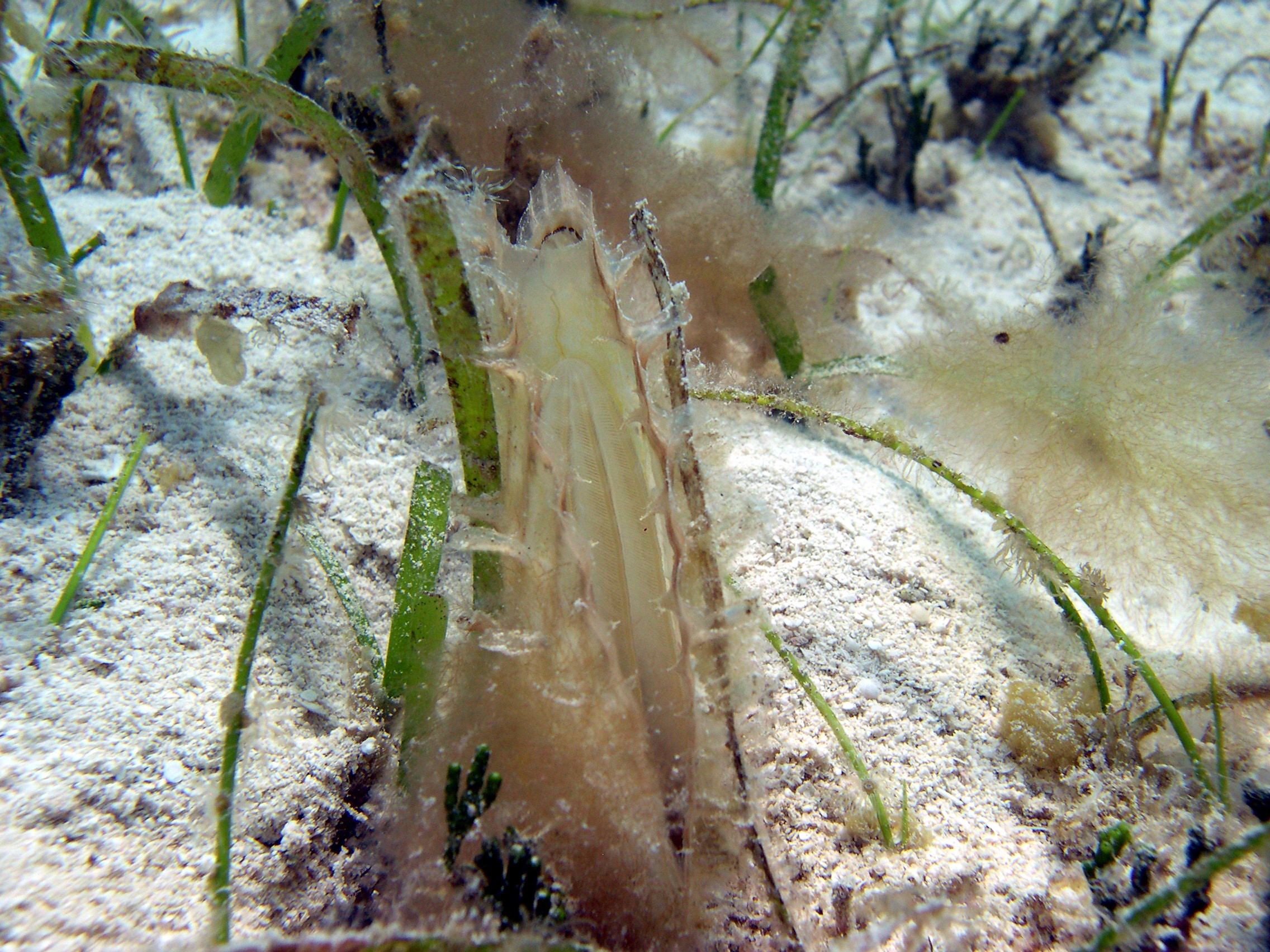
Pinna carnea
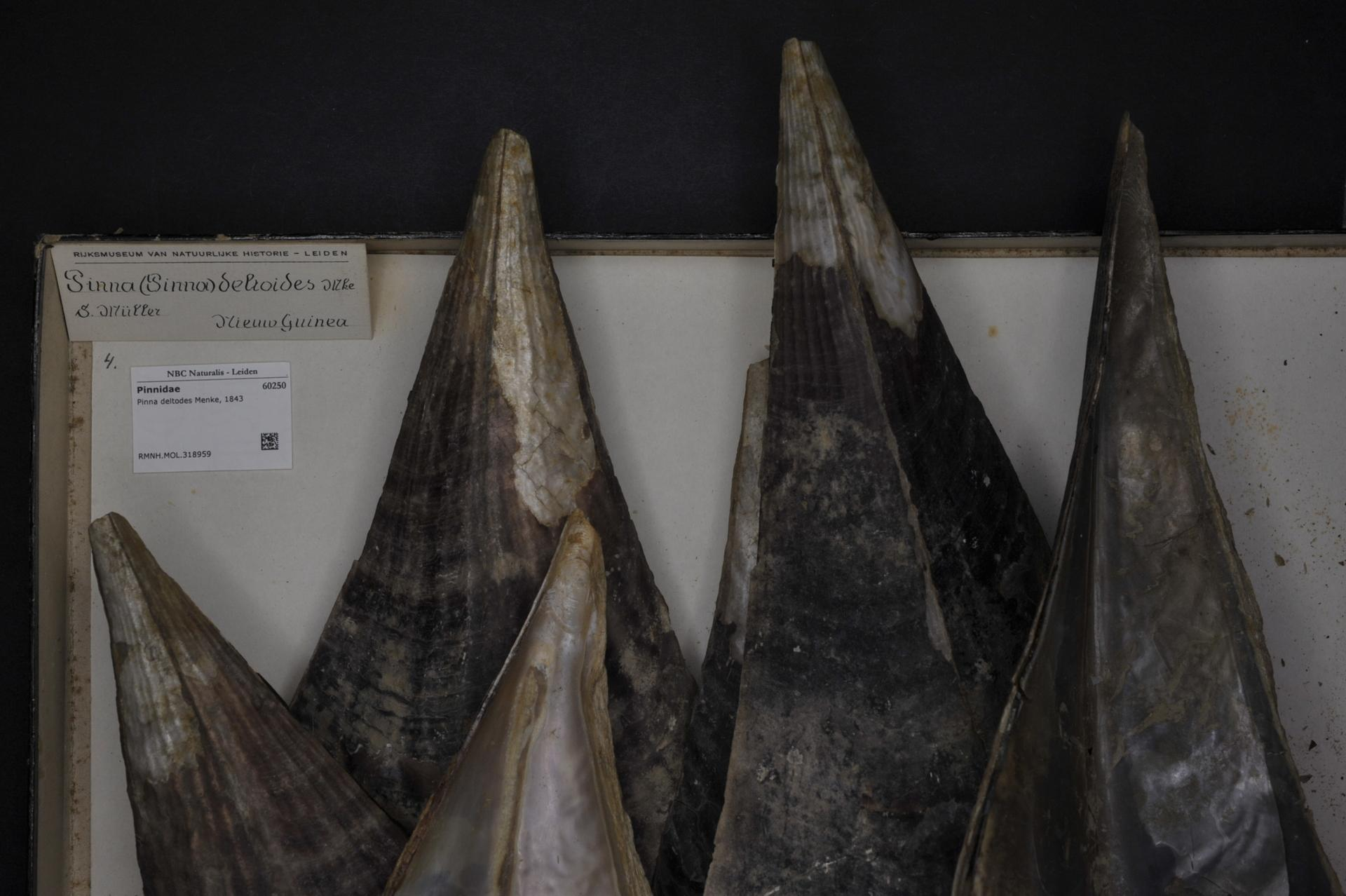
Pinna deltodes
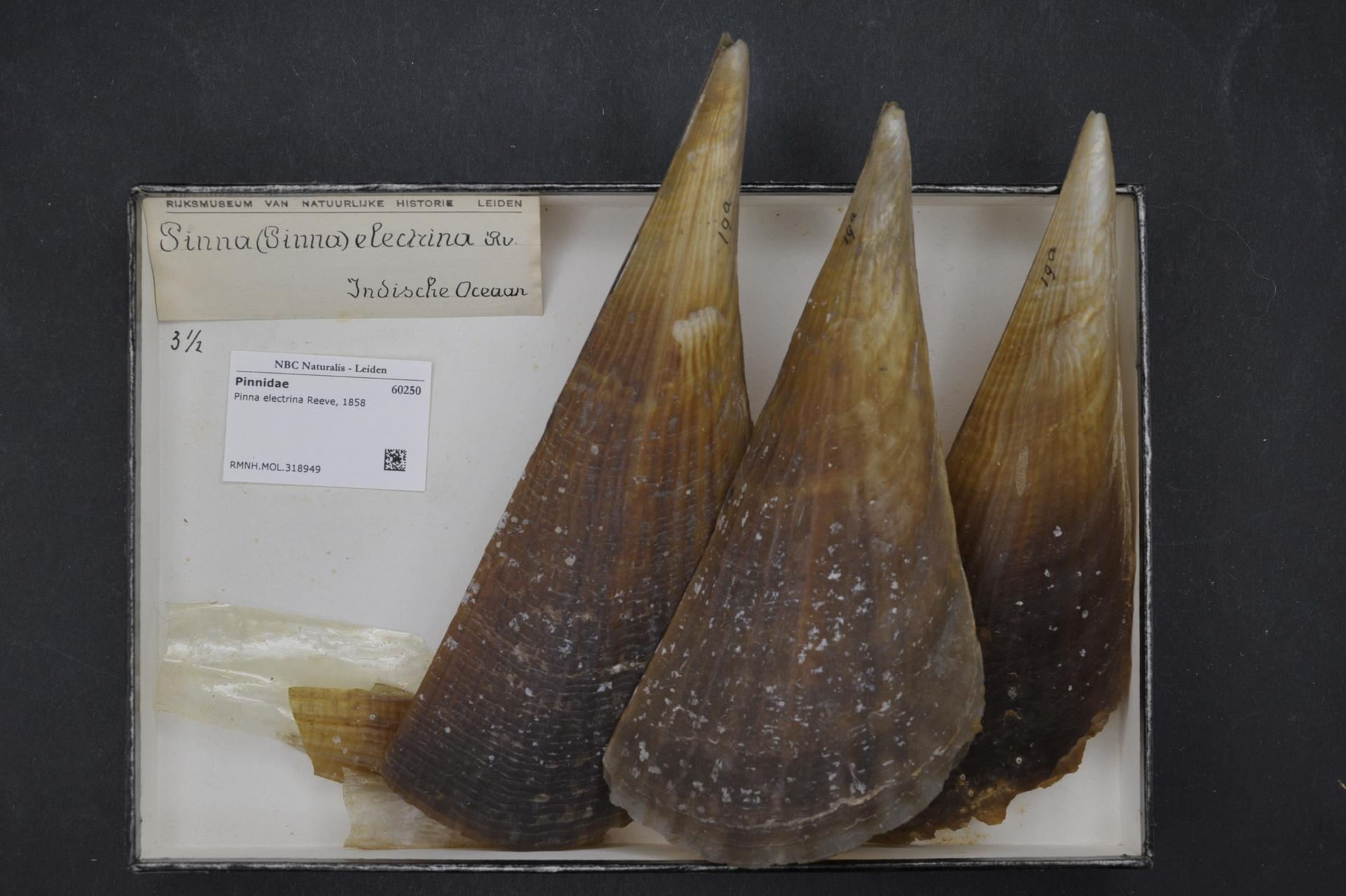
Pinna electrina
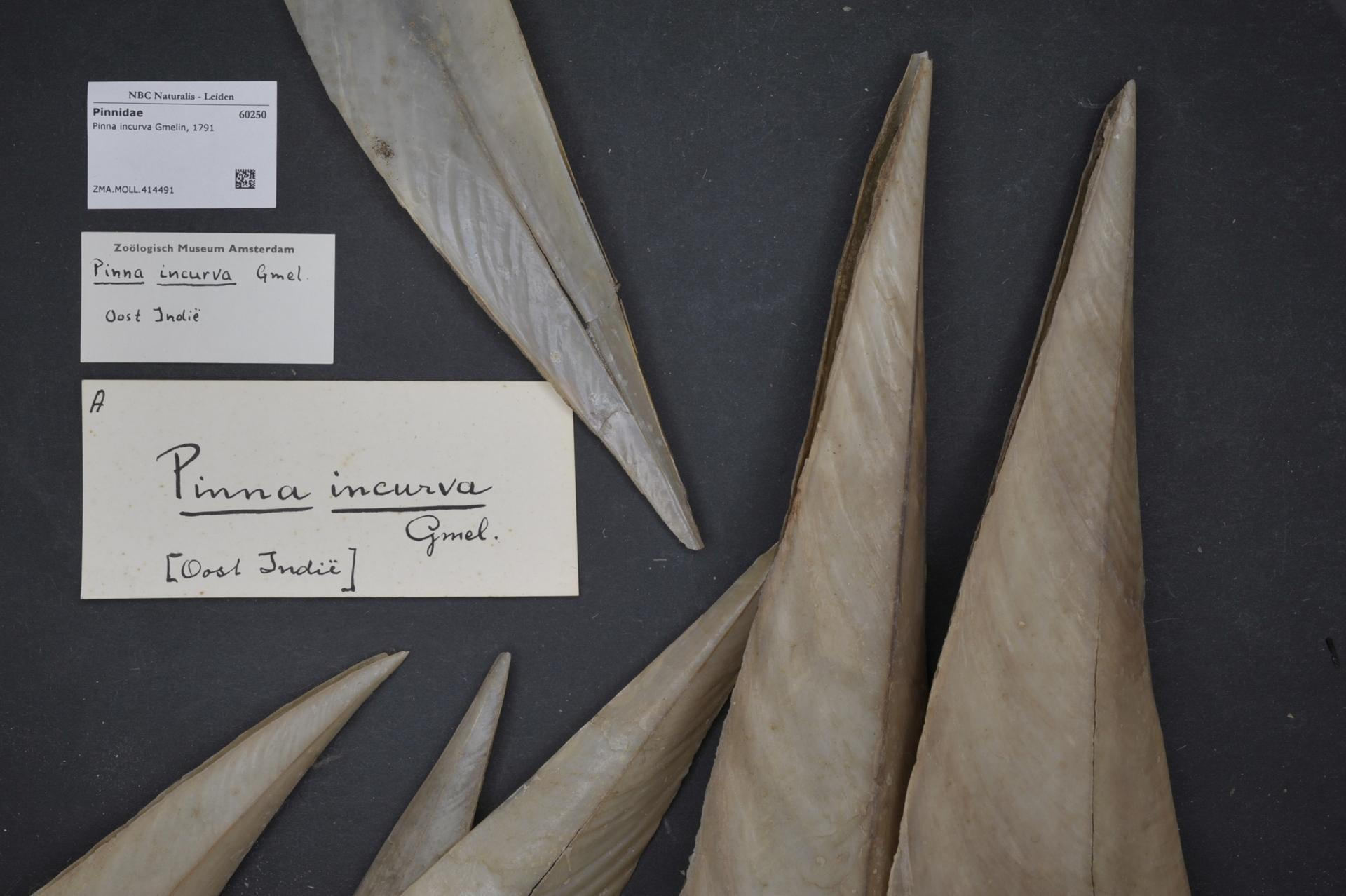
Pinna incurva
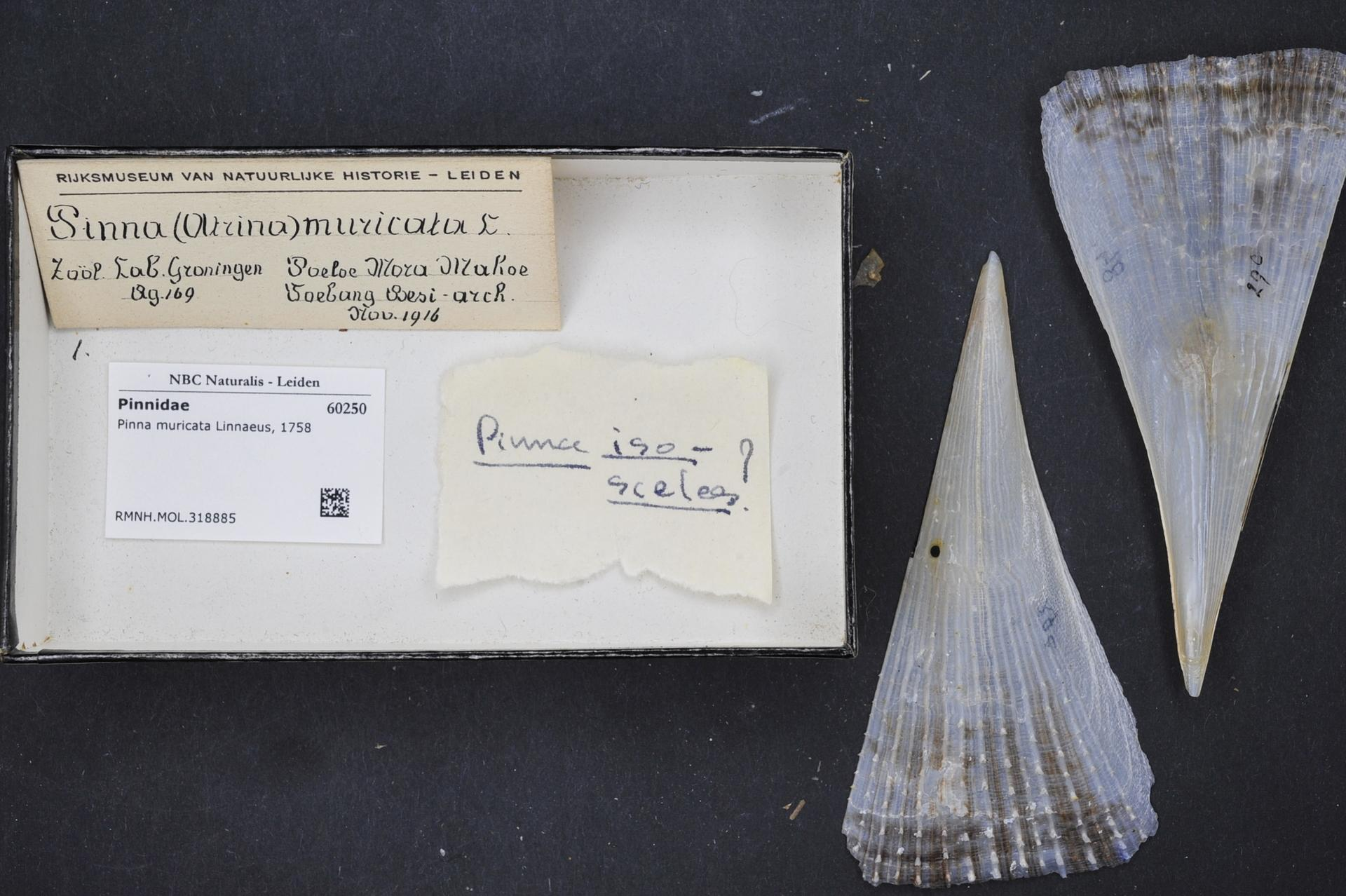
Pinna muricata
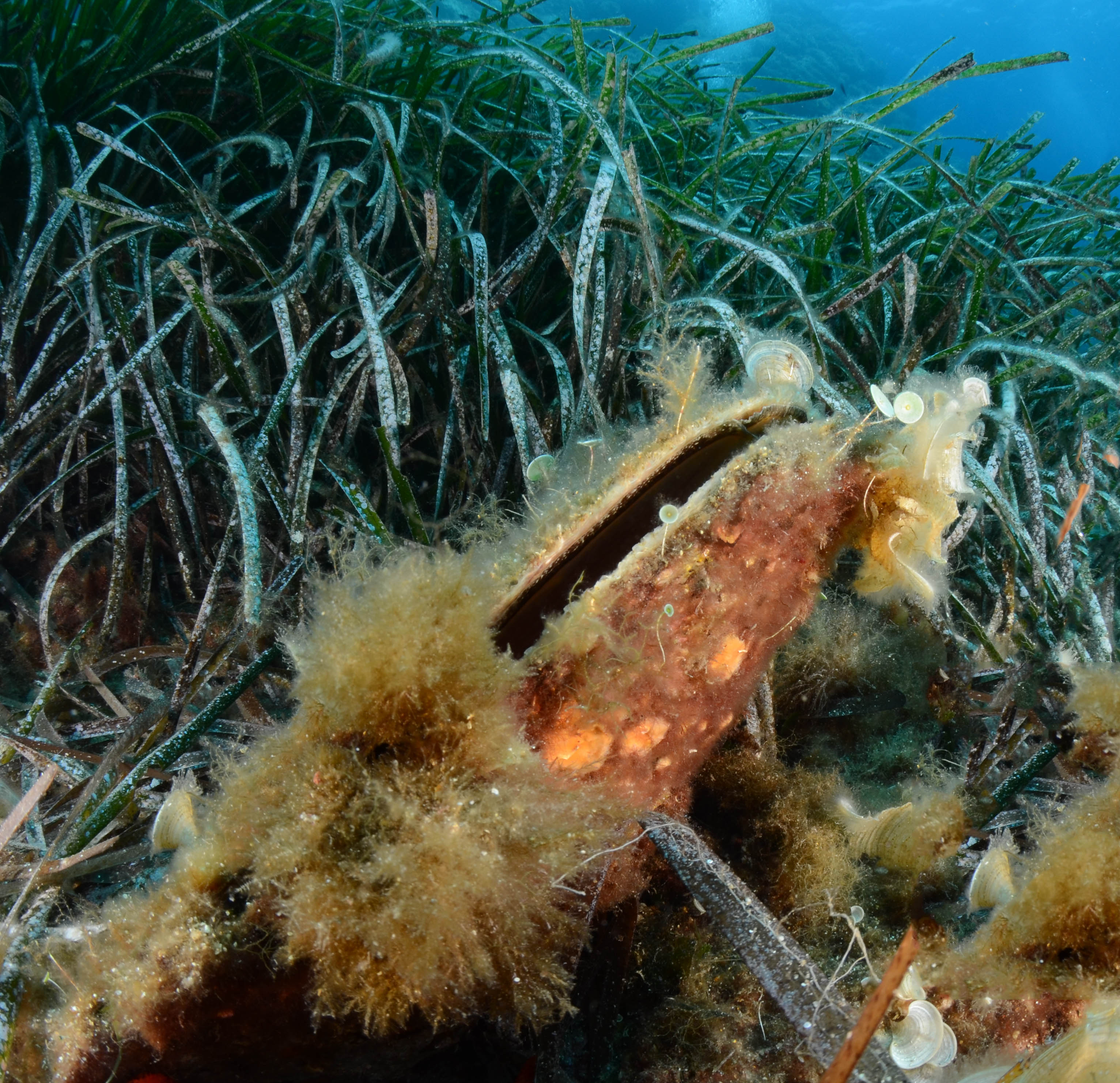
Pinna nobilis
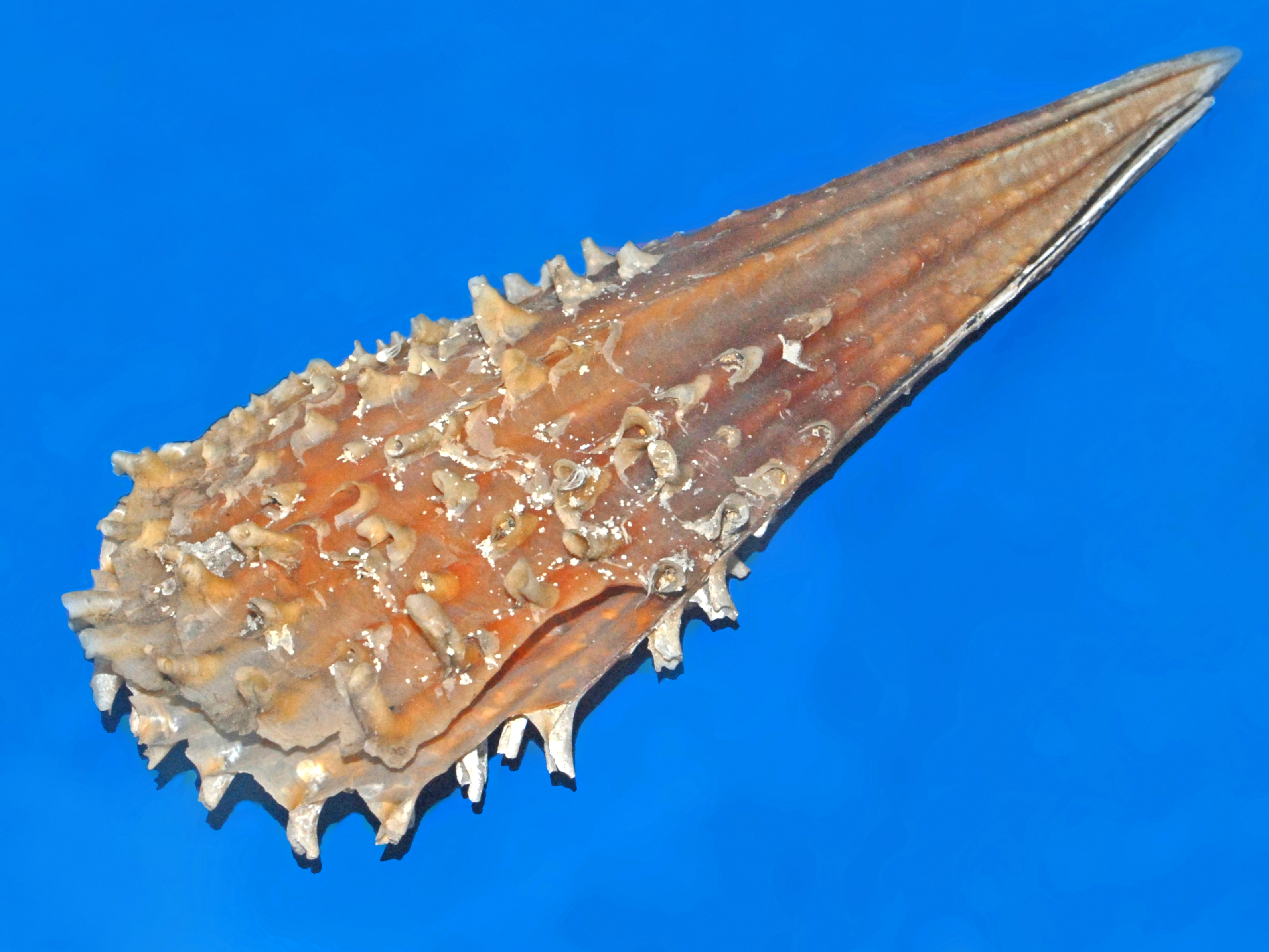
Pinna rudis
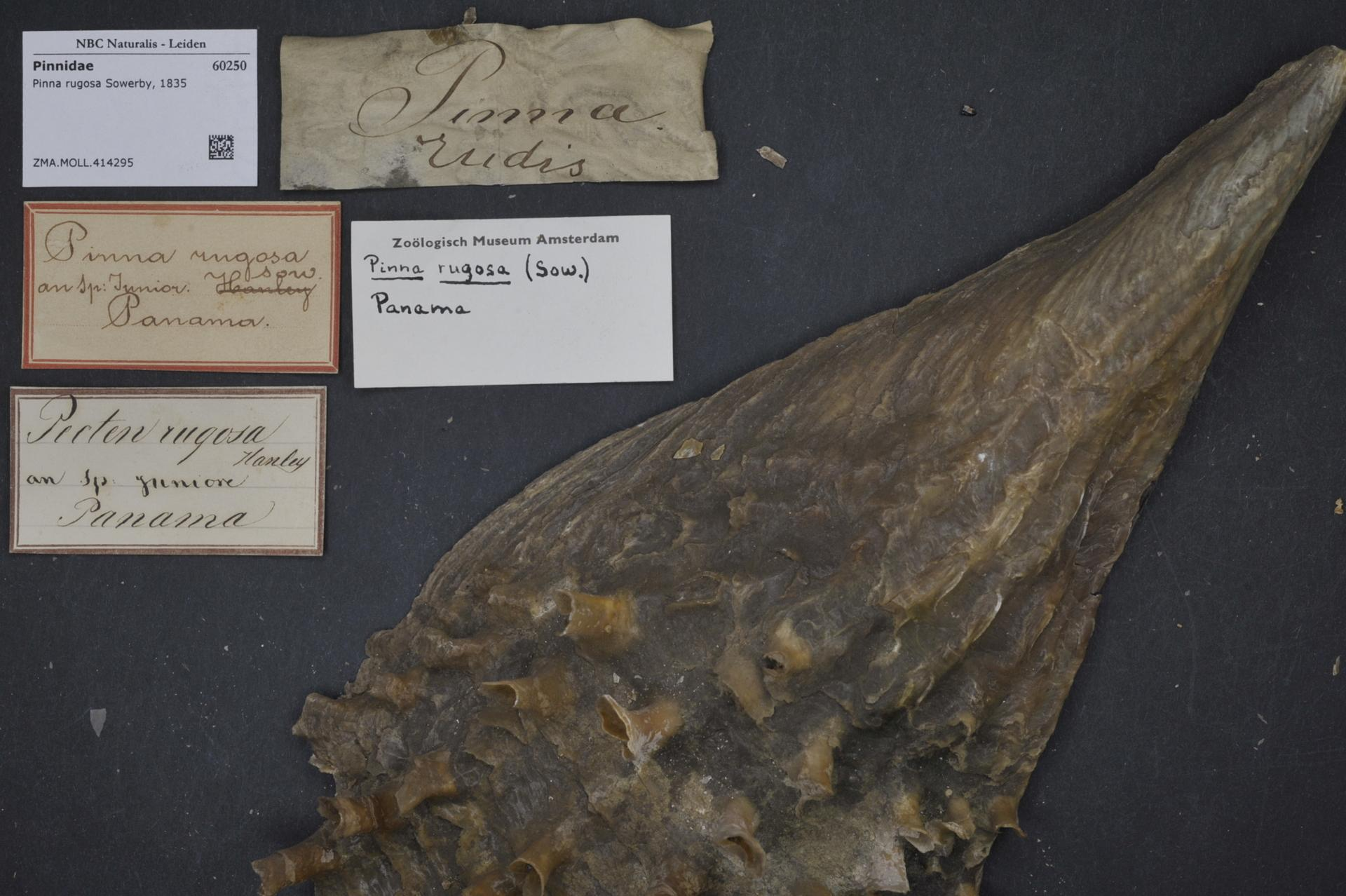
Pinna rugosa
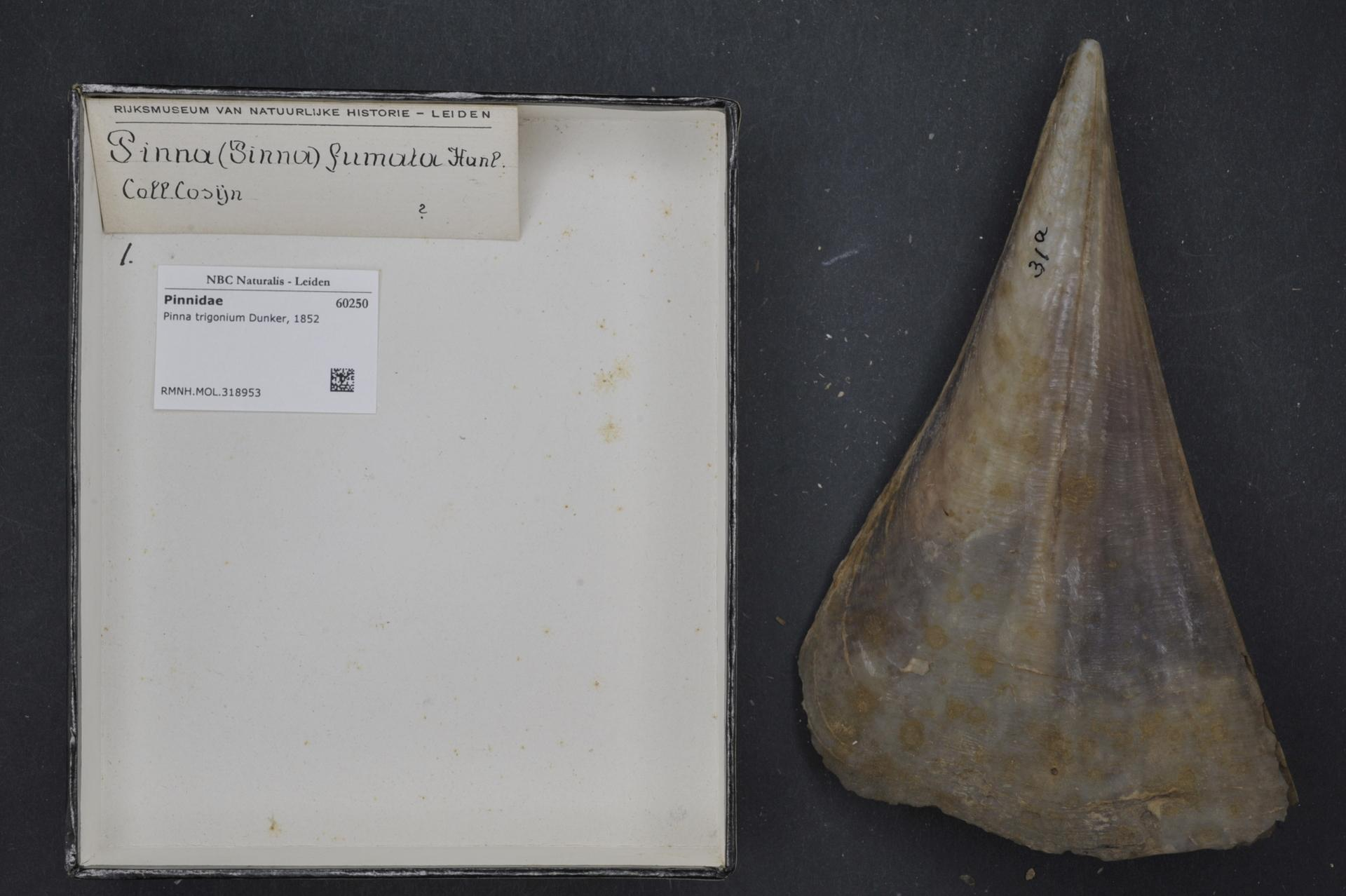
Pinna trigonium